# Champ de dunes de Hagal

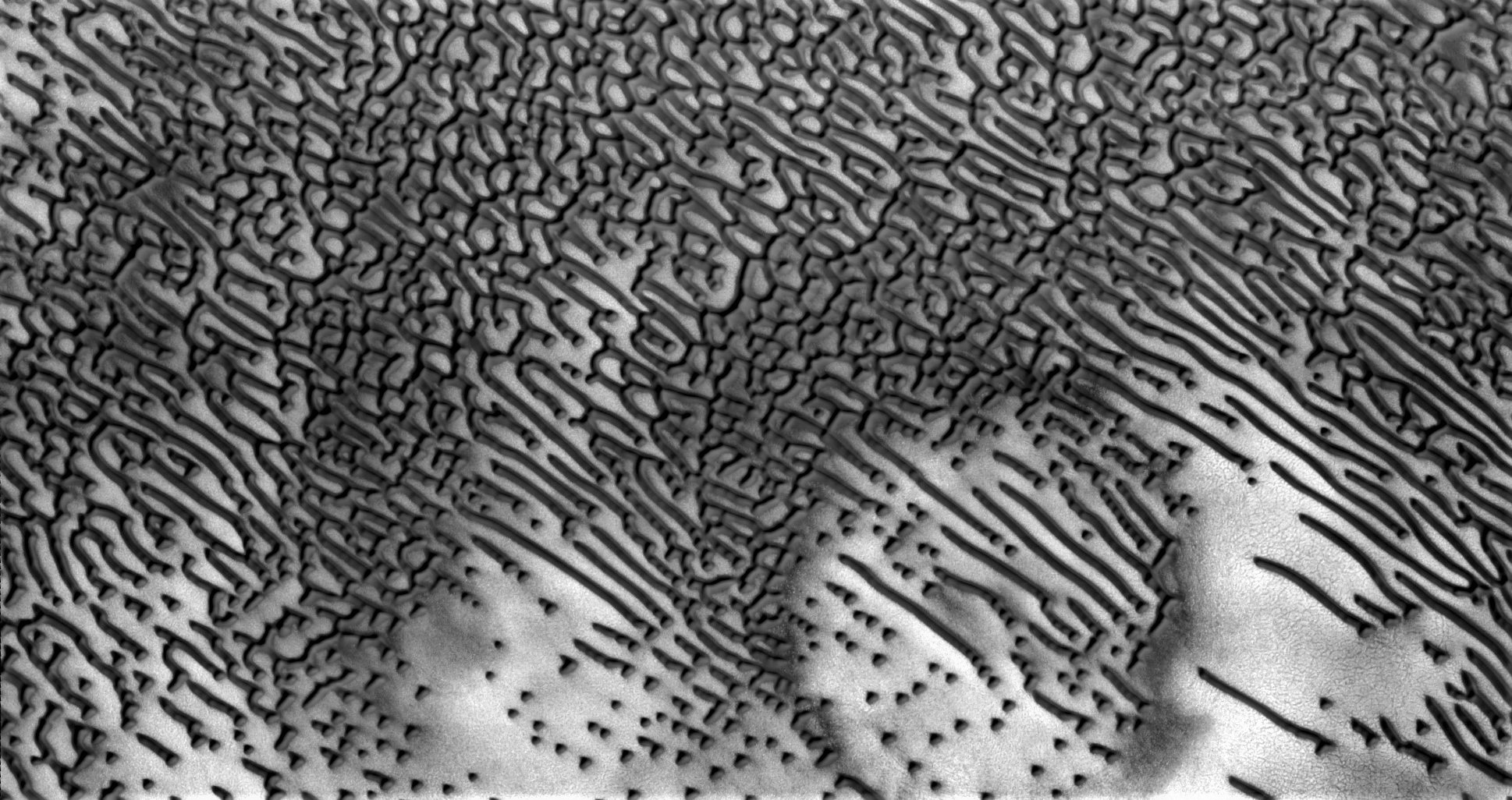
Le champ de dunes de Hagal. L'image a été prise le 6 février 2016 à 15:16, heure locale de Mars,.

Le champ de dunes de Hagal est un paysage de dunes de Mars situé près du pôle nord,. Son nom est inspiré du roman Dune de Frank Herbert, et plus précisément de la planète fictive Hagal. Il se trouve à 78° de latitude Nord et 84° de longitude Est, et se compose de dunes linéaires et rondes, avec la face d'effondrement orientée sud-est. C'était l'une des formations de dunes ciblées par la caméra HiRISE embarquée dans la sonde Mars Reconnaissance Orbiter, à raison d'une image prise toutes les six semaines au cours de la troisième année (MY31 – Mars Year 31) de son expédition saisonnière.

## Formation

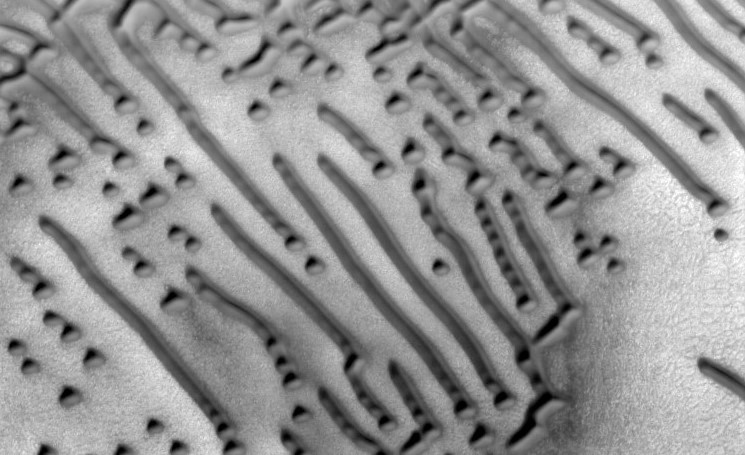
Détail des points et traits des dunes le 6 février 2016, à 15:16 heure locale de Mars.

Bien qu'il soit normalement possible d'obtenir des informations sur la direction du vent à partir de l'orientation et de la forme des dunes, la complexité des formes de Hagal rend toute détermination difficile. Dans le cas des dunes de Hagal, on suppose qu'un cratère circulaire local, probablement formé à cause d'un impact de météorite et rempli de sable, a diminué la quantité de sable formant les dunes ; cela aurait à son tour eu un impact sur la topographie locale, en provoquant un changement dans la configuration des vents,.
Les dunes linéaires (traits) se sont formées sous l’action de vents bidirectionnels, agissant perpendiculairement à la ligne de la dune, provoquant un effet d'entonnoir en forçant  le sable à s'accumuler le long de l’axe linéaire de la dune. Les dunes rondes (points) se sont formées lors de l'interruption des vents qui provoquaient les accumulations linéaires. Les dunes rondes sont classées « dunes barkhanoïdes ». Cependant, le mécanisme exact de l’une ou l’autre formation est encore inconnu et c’est la raison pour laquelle la zone a été choisie pour l’imagerie HiRISE.

Veronica Bray, spécialiste du ciblage des caméras HiRISE, indique qu'il existe des dunes de forme similaire à d'autres endroits sur Mars, mais que le champ Hagal fournit de meilleures images en raison des caractéristiques inhabituelles de sa topographie.

## Images de la mission HiRISE

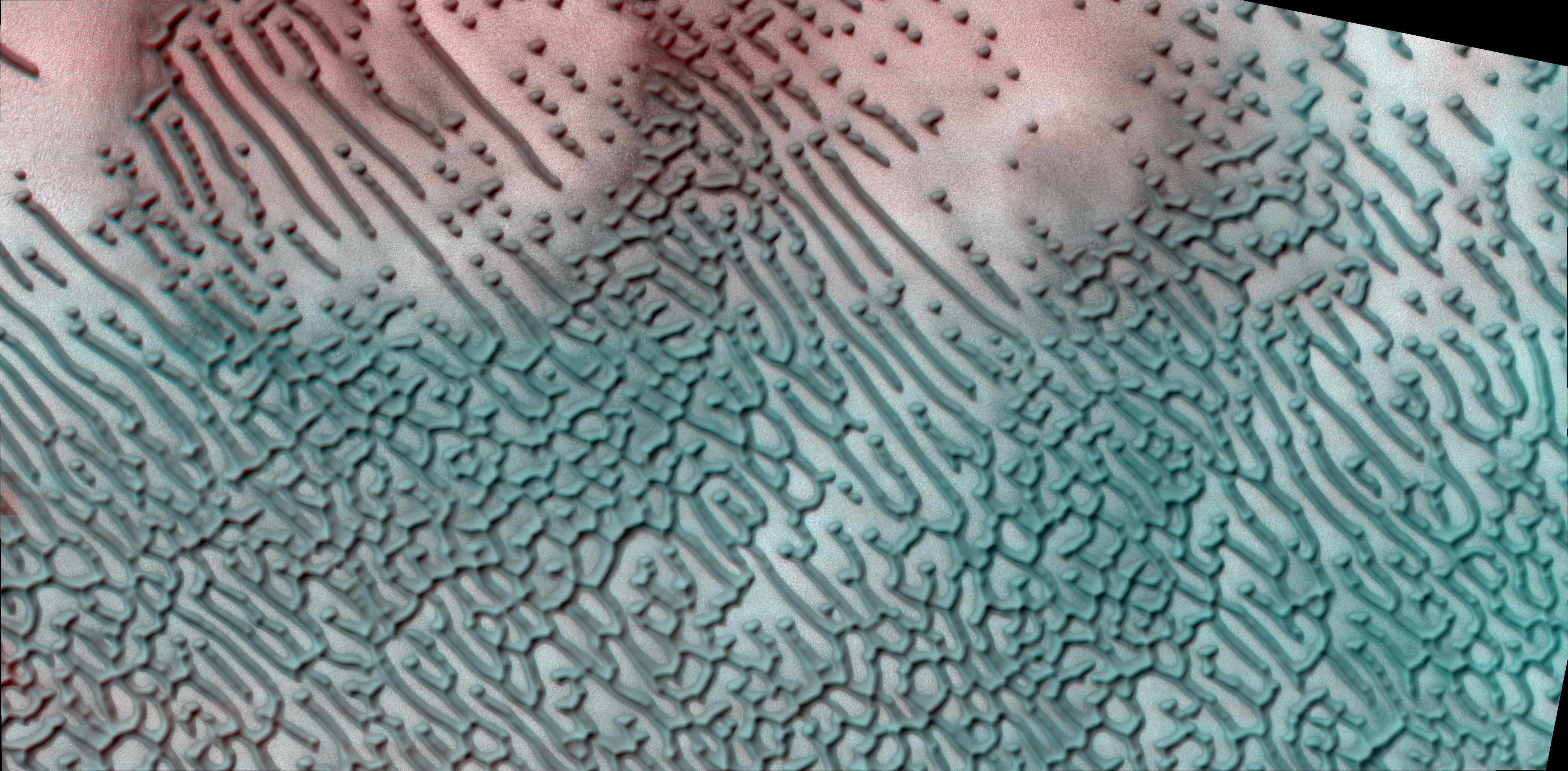
Anaglyphe 3D du champ de dunes de Hagal
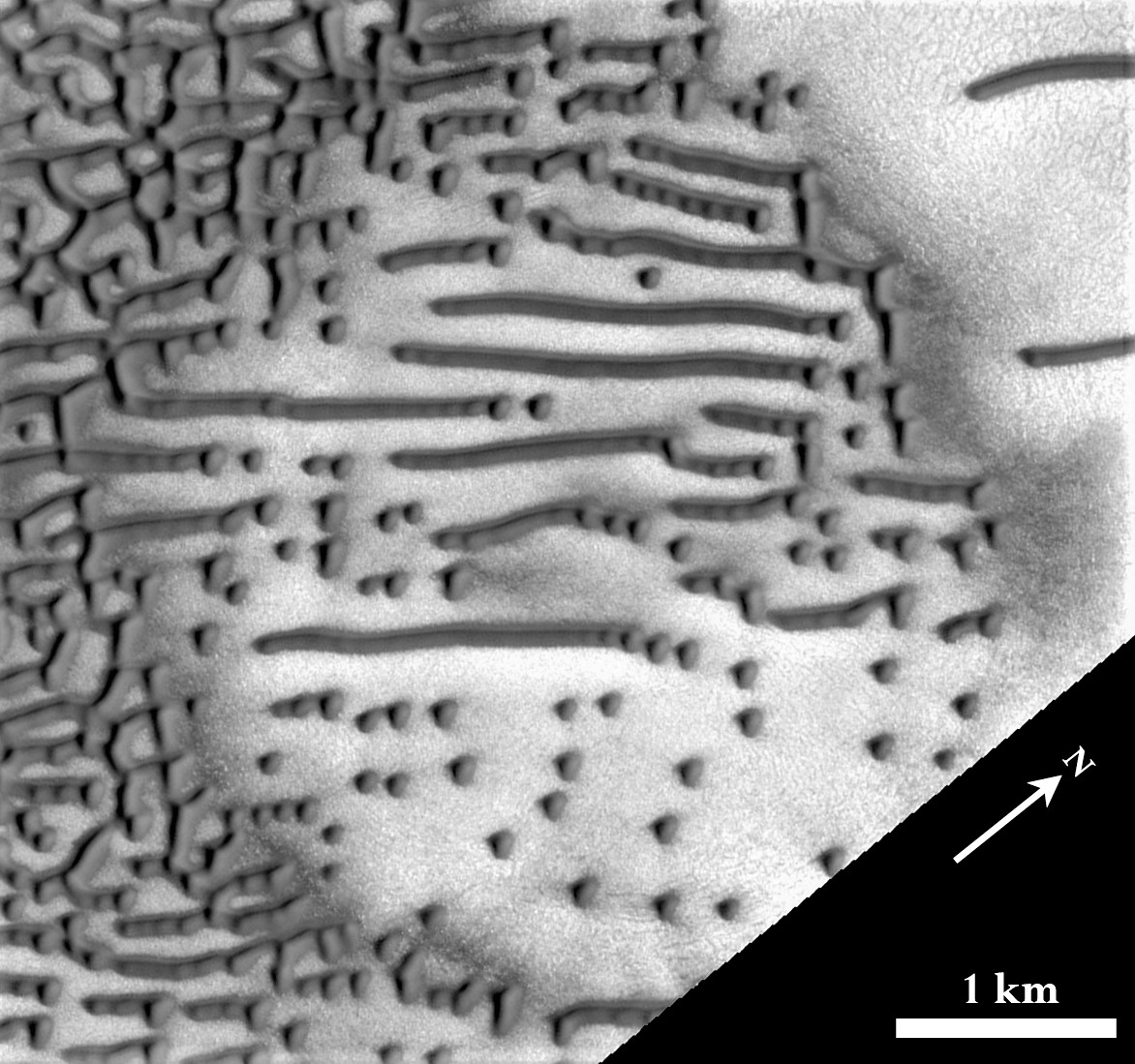
Détail des points et traits
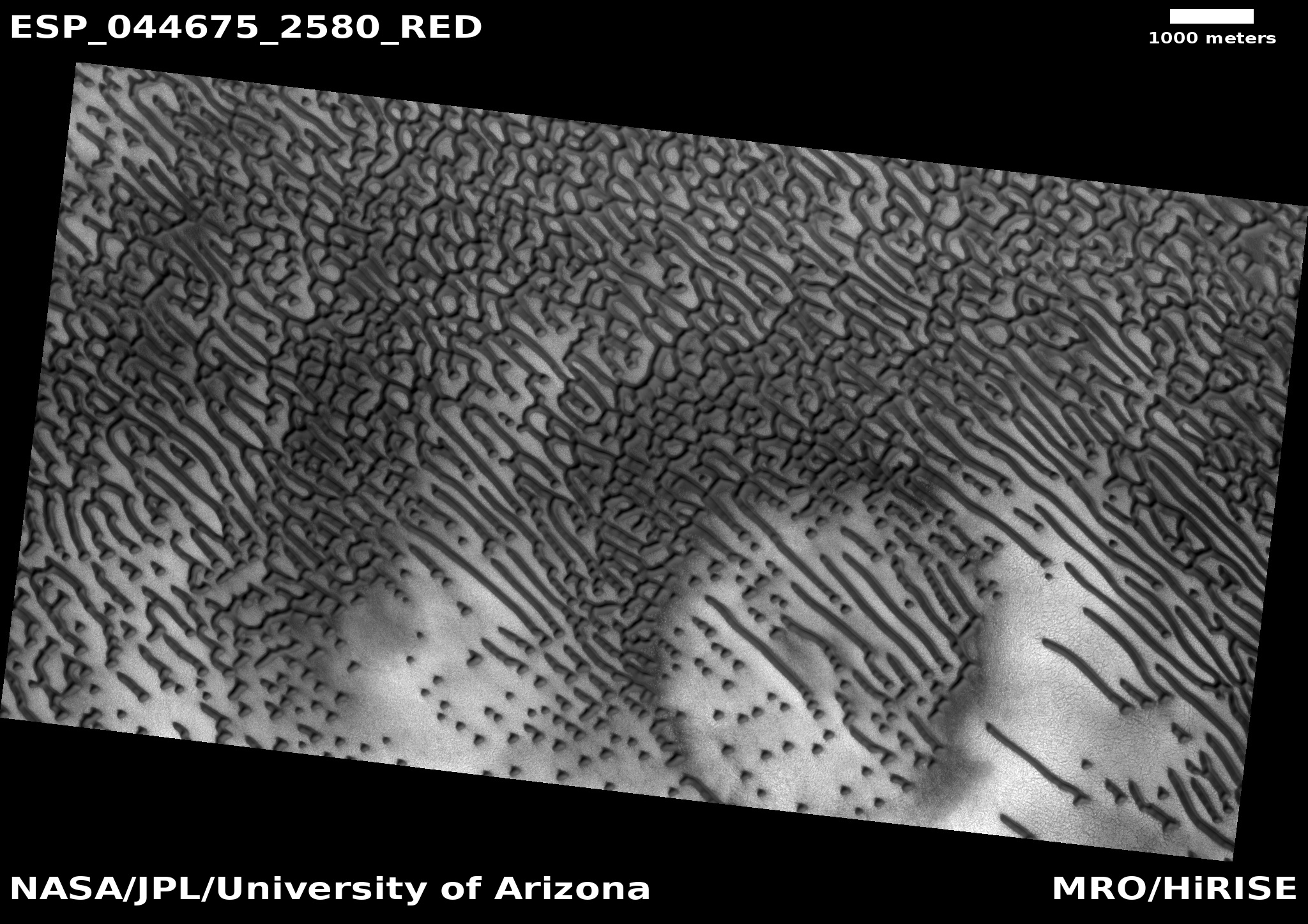
Image du champ de dunes de Hagal, projetée sur une carte

## Voir également
- Olympia Undae